# Temples d'Amb
Les temples d'Amb (ourdou : امب مندر), connus localement sous le nom d'Amb Sharif (ourdou : امب شریف ; "Amb noble" ), font partie d'un complexe de temples hindous abandonnés dans le massif du Sakesar, situé à l'extrémité ouest de la chaîne du Salt Range, dans la province du Pendjab au Pakistan. Le complexe de temples a été construit du VIIe au IXe siècle, durant la dynastie Hindou-Shahi. 

## Emplacement
Les ruines sont situées près du village d'Amb Sharef, sur le versant du mont Sakesar, dans la vallée de Soon au Pakistan. Les ruines sont l'élément le plus à l'ouest d'un ensemble de temples hindous dans les montagnes du Salt Range, comprenant les temples de Katas Raj et le complexe monastique de Tilla Jogian. 

## Architecture
Le temple principal mesure environ 15  à   20 mètres de haut et est construit en brique et en mortier sur un socle carré. Il est considéré comme le "plus haut" des temples construits par la dynastie Hindou-Shahi. Les ruines du temple ont trois étages, avec des cages d'escaliers menant aux déambulatoires intérieures. 
Le temple est décoré de motifs de style kashmiri à l’extérieur, dont une niche percée. La structure du temple principal diffère de celle des temples du Cachemire qui ont généralement des sommets pointus. Le temple principal ressemble plutôt au temple de Kalar, situé à proximité, et au temple de Kafir Kot dans la province du Khyber Pakhtunkhwa. 
À l'ouest, à environ 75 mètres se trouve un autre temple plus petit, de 2 étages ou de 7 à 8 mètres de haut situé près d'une falaise. Le temple comporte une petite chambre de vestibule faisant face au temple principal. C'est à quelques mètres d'un deuxième temple de taille similaire, qui n'existe plus aujourd'hui. L'ensemble du temple a été entouré auparavant d'une fortification, les premières constructions datant de la fin de la période de Kushan.  

## Préservation
Le site a été visité par Alexander Cunningham à la fin du XIXe siècle et a été partiellement conservé en 1922-1924 par Daya Ram Sahni. Le temple avait été pillé au cours des siècles, la dernière statuaire ayant été enlevée à la fin du XIXe siècle et placée au Musée de Lahore. Le site est actuellement protégé par l'Antiquies Act du Pakistan (1975).

## Galerie

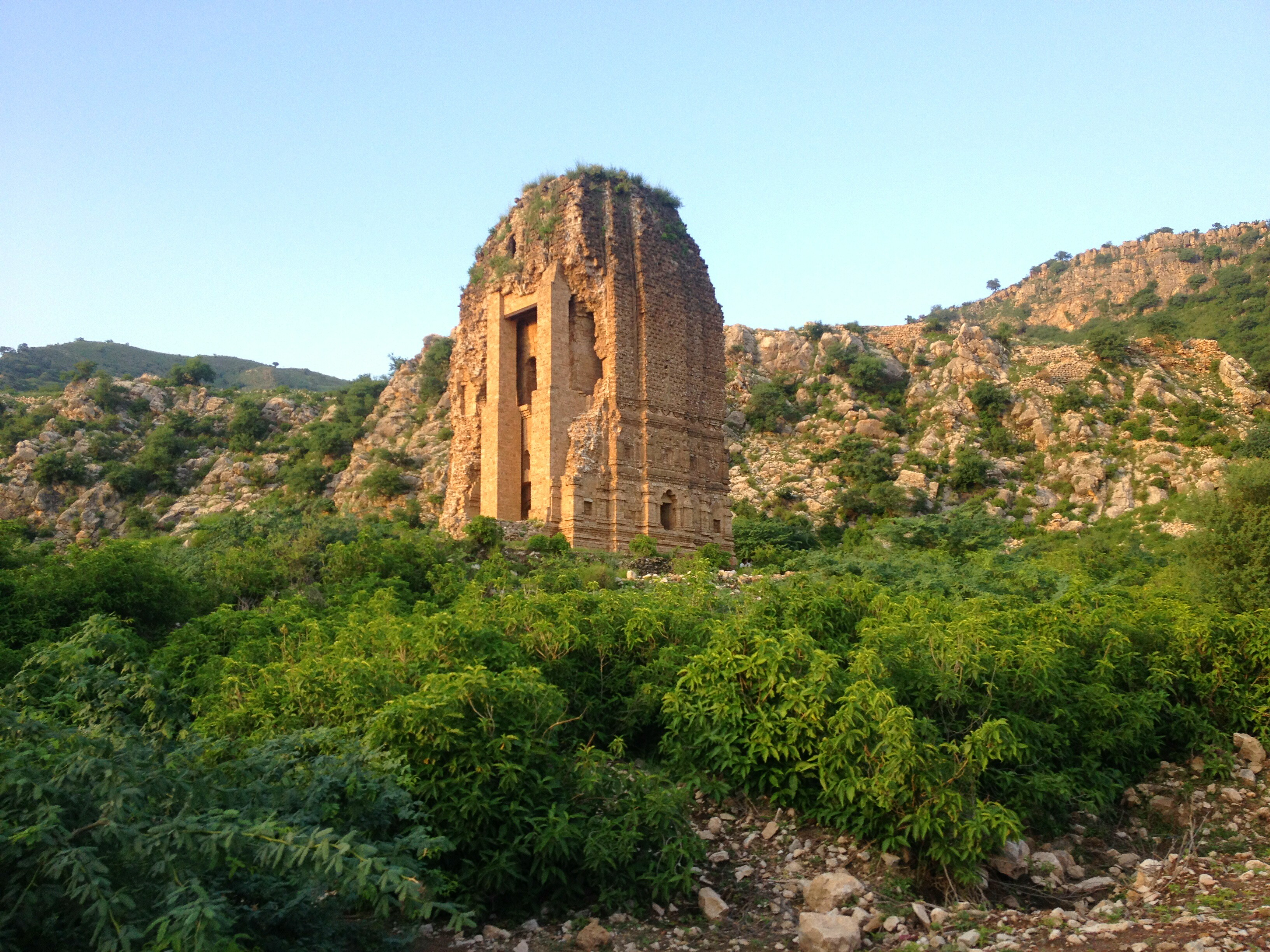
Le temple principal
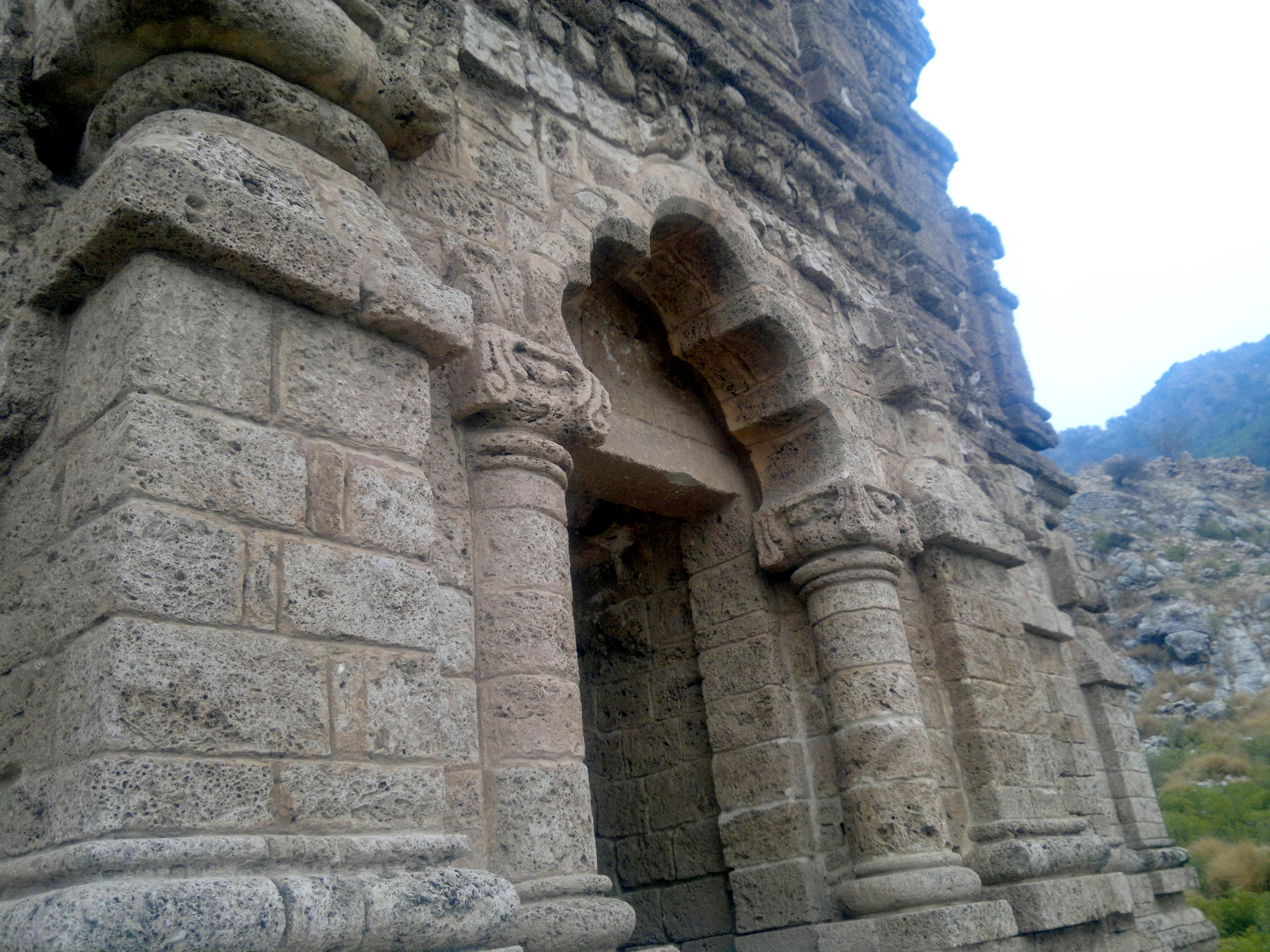
Le temple principal présente une arche en forme de pinacle
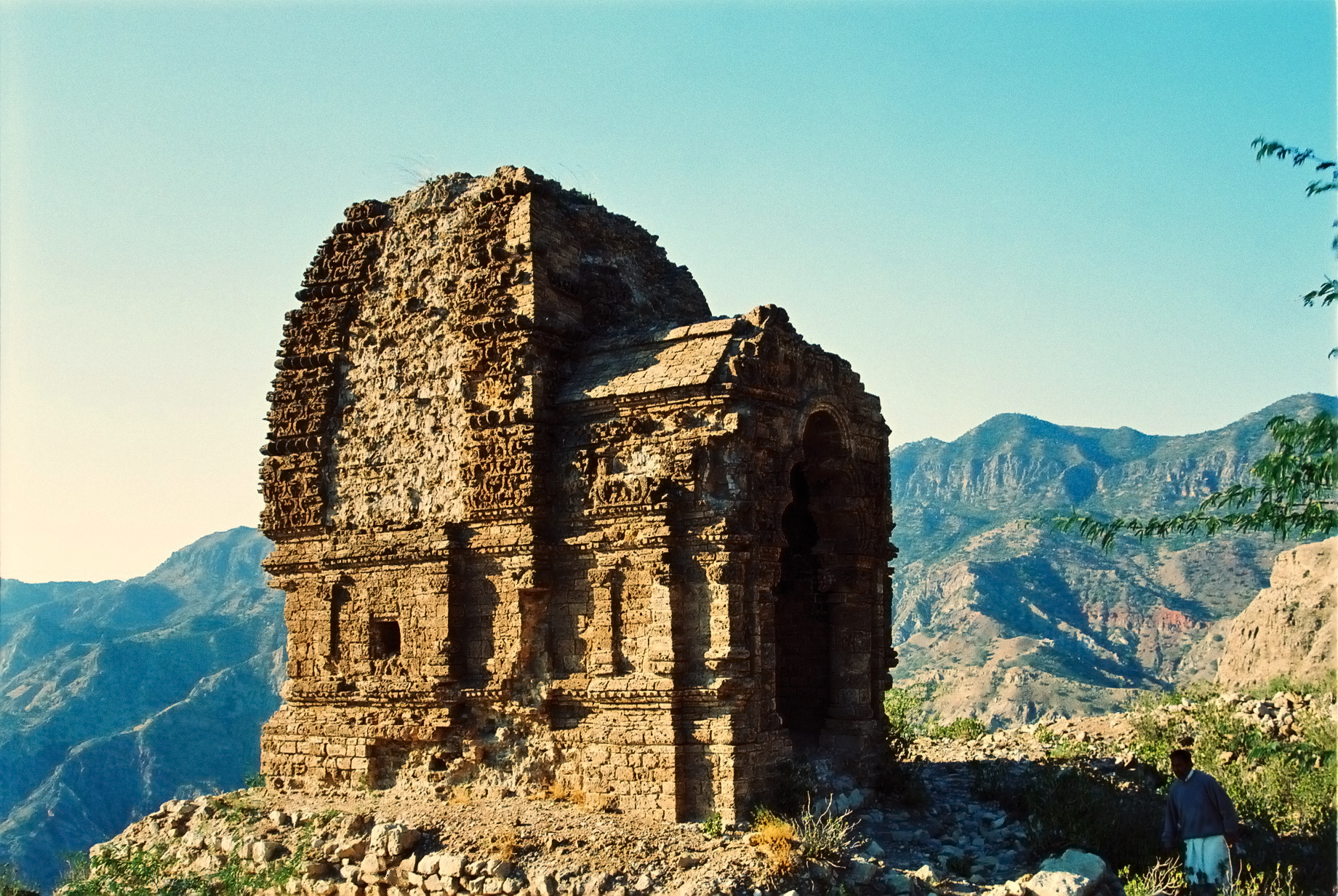
Une vue du petit temple avec son vestibule
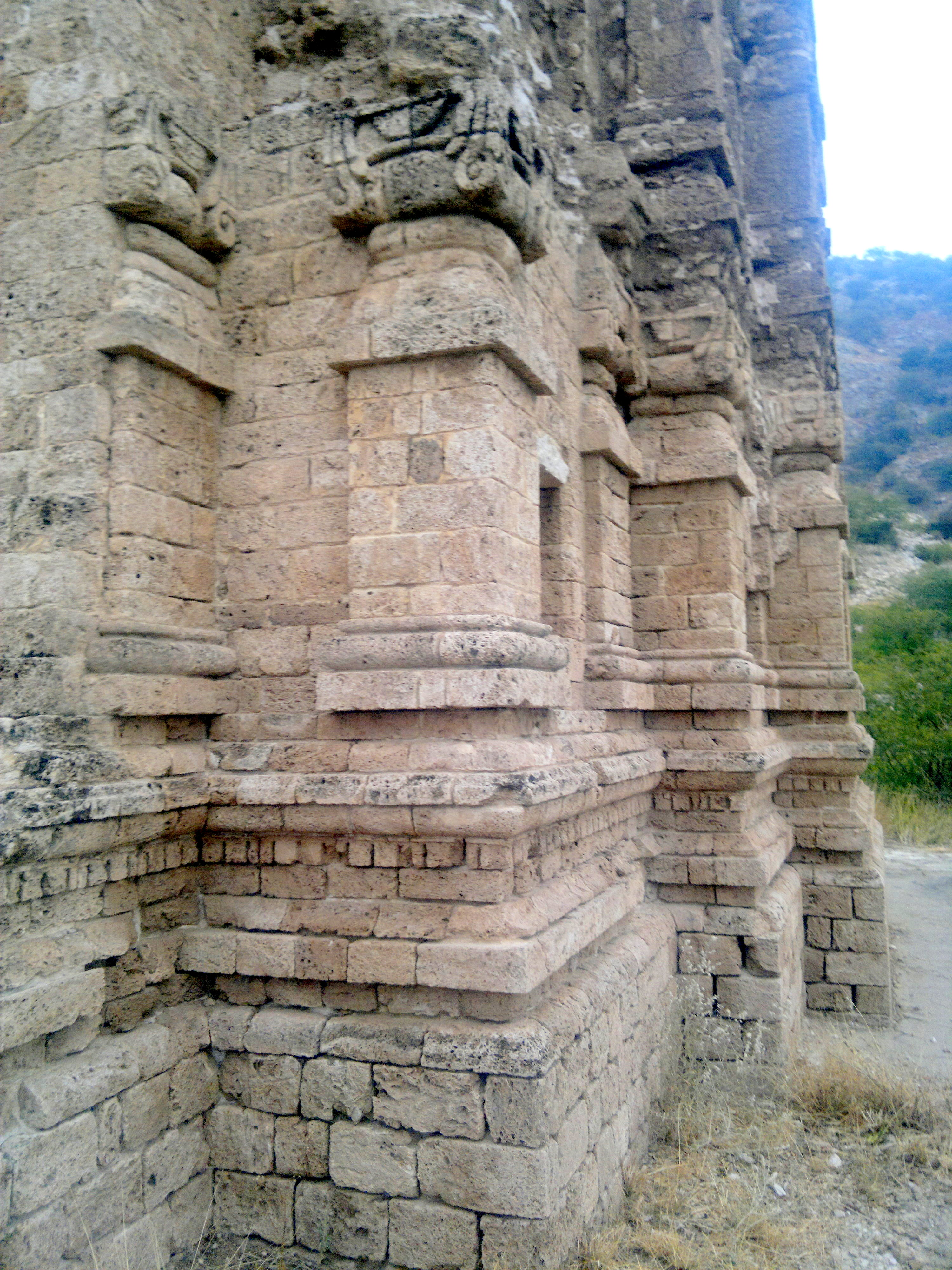
La base du temple principal
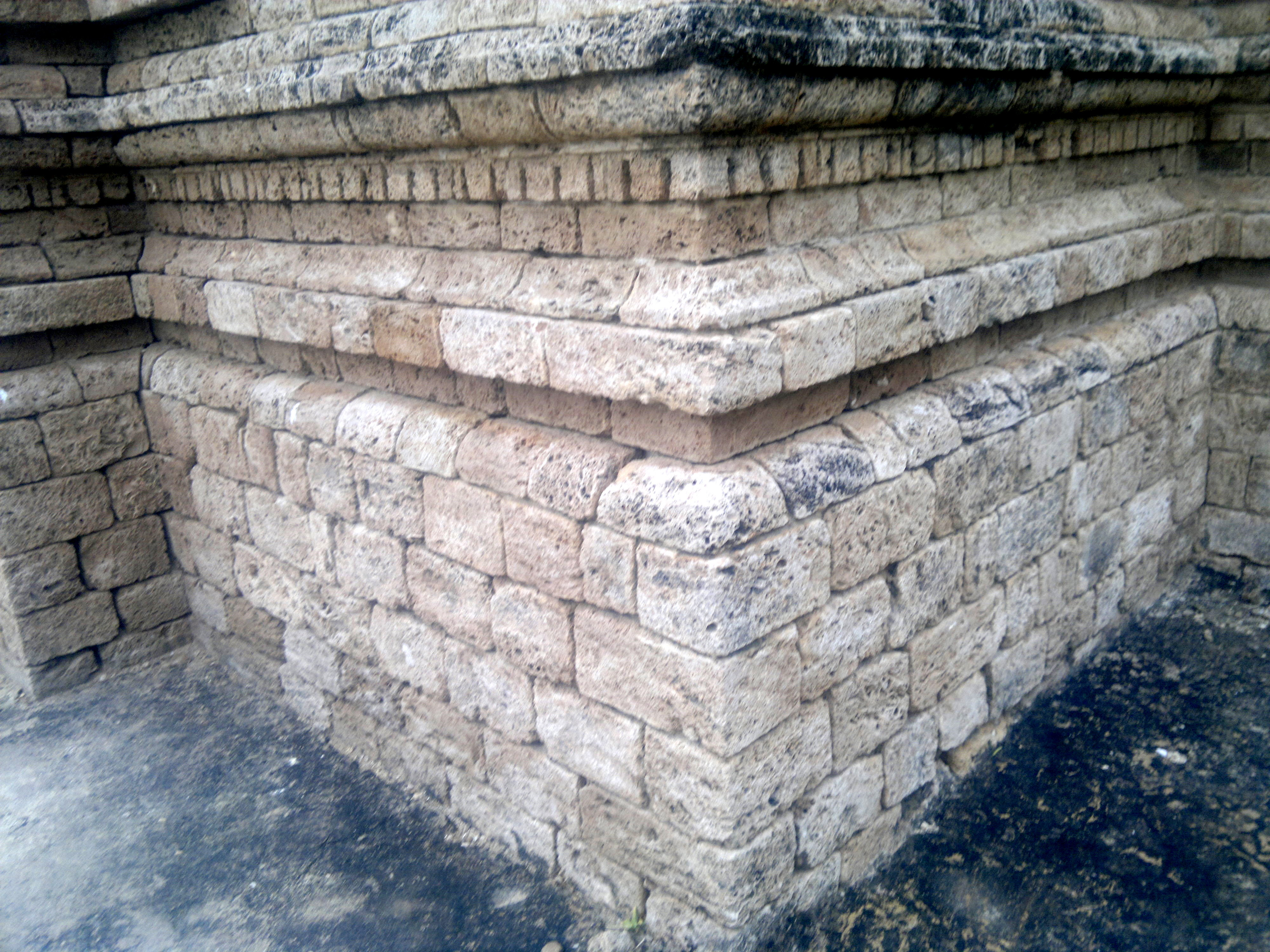
Une vue du socle du temple principal